# 马街站
马街站是位于云南省河口瑶族自治县马街的一个铁路车站，邮政编码661306。车站建于1908年，有昆河铁路经过该站，现已废弃，不办理客货运业务，车站及其上下行区间均未电气化。车站距离昆明北站439公里，隶属昆明铁路局，是五等站。